# Mare Imbrium

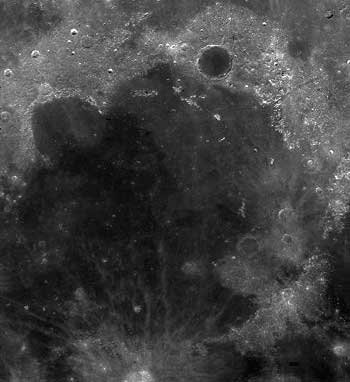
Imatge d'Imbrium

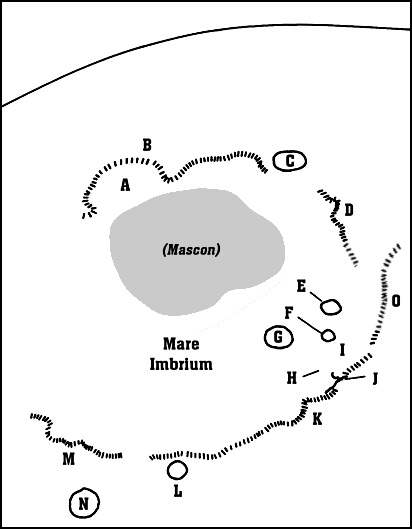
Mapa detallat de les característiques de la Mare Imbrium

Mare Imbrium («Mar dels Ruixats» o «Mar de les Pluges» en llatí), és un vast mar lunar que omple una conca damunt la Lluna de la Terra. Un dels cràters més grans en el sistema solar, el Mare Imbrium fou creat quan la lava inundà el cràter gegant format quan un objecte molt gran colpejà la Lluna fa molt de temps. La seva edat ha estat calculada utilitzant mètodes de datació U-Pb en 3.938 ± 4 Ma. Els mars de la Lluna tenen menys accidents que altres àrees de la Lluna perquè la lava fosa s'agrupà en els cràters i formà una superfície relativament llisa. El Mare Imbrium no és tan pla com era al principi perquè els esdeveniments més tardans han alterat la seva superfície. Té un diàmetre de 1.145 km.